# Никола Блажев
Никола Коцев Блажев е български композитор и учител по музика. Той е авторът на военния марш „Ечи ти, гордий наш Балкан“ и на още много маршове, песни и кантати в периода до 1945 г.

## История
Роден е на 15 ноември 1877 г. в гр. Кюстендил, в семейство на Коце и Стоянка Блажеви, преселници от град Кратово.

### Учителска дейност

#### Учител в с. Шипка (1900 – 1903 г.)
През 1900 г. завършва Педагогическото училище в Кюстендил, след което е назначен за учител по пеене в село Шипка, Казанлъшко. Тук той се сприятелява с известния български композитор и редактор на музикалното списание „Славееви гори“ Емануил Манолов. Заедно с него участва в музикалната дейност на Народно читалище „Искра“ в Казанлък. „Учителят Никола Блажев ги научил да пеят Интернационала“, отбелязва Чудомир в „Материали по история на социализма в Казанлъшко“. Събитие отразено в бр. 24 на „Работнически вестник“ от 24 февруари 1902 г. След смъртта на Манолов, Никола напуска Шипка и през следващата една година учителства в Нова Загора до 1903 г.

#### Следване по „Теория на музиката“ (1903 – 1905 г.)
През периода от септември 1903 до май 1905 г. заминава да учи в „Одеското отделение“ на „Императорското руско музикално общество“, като дипломира „теория на музиката“, „хармония“ и „композиция“ с диплом 287 от 29 май 1909 г.

#### Учител в гр. Силистра (1905 – 1910 г.)
От Одеса през 1905 г. отива в гр. Силистра, където работи в девическа гимназия като учител по пеене.
През 1906 г. се жени в църквата „Св. св. Апостол Петър и Павел“ за 21-годишната Веселина Димитрова Цокева, учителка също в съседни села., дъщеря на околийски управител.
През 1907 г. дирижира хора на основаното през същата година музикално дружество „Седянка“. В продължение на петте години прекарани в Силистра, той развива голяма музикална дейност и е активен участник и съорганизатор на първия събор на хоровете на крайдунавските градове, провел се на 23 май 1910 г
1908 – 1909 г. е музикален редактор на „Музикална библиотека за деца и юноши“, където публикува и свои творби. Ползува псевдонима Брезов.

#### Учител в гр. Бургас (1910 – 1919 г.)
В края на 1910 г. става учител в мъжката гимназия на Бургас. На дата 26 октомври 1910 г. въз основа на съществуващия в Бургас градски църковен хор става основен радетел и учредител на музикалното дружество „Родни звуци“с председател тогава д-р Йоневич и става диригент на хора му., по късно работи с председателя Илия Зурков и полага големи грижи за доизграждането съществуващият непълен симфоничен оркестър.

#### Учител в гр. София (1919 – 1936 г.)
След войните се премества през 1919 г. в София където продължава да учителствува в „Първа мъжка гимназия“, „Втора девическа гимназия“, Държавното музикално училище.

### Военна служба
През Балканската война (1912 – 1913 г.) Никола Блажев е капелмайстор на Преславската дивизия и създава песента по текст на майор Н. Д. Янакиев, началник-щаб на І бригада на дивизията, проявяващ се и като поет. Под звуците на духовата музика и с този марш българската войска се бие на Чаталджа и после превзема Одрин. При атакуването на Одринските укрепления тая песен не малко е ободрявала духа на нашите войници. С кратък текст в „Картинна галерия за деца и юноши“ – Книжка ІV, година ІХ, декември 1914 г. е публикуван житейският му път до момента, както текста и нотите на марша „Горди Балкан“.

### Носител на държавни отличия
За активната си дейност многократно е награждаван с ордени :
- 1914 г. – Бронзов медал – „За заслуга“ (февруари);
- 1917 г. – Орден – „За военна заслуга“ VІ степен (ноември);
- 1927 г. – Кавалерски кръст с корона на Народен орден – „За гражданска заслуга“;
- 1934 г. – Кавалерски кръст на орден „Свети Александър“;
- 1937 г. – Офицерски кръст на Народен орден – „За гражданска заслуга“.